# Fotocamera reflex

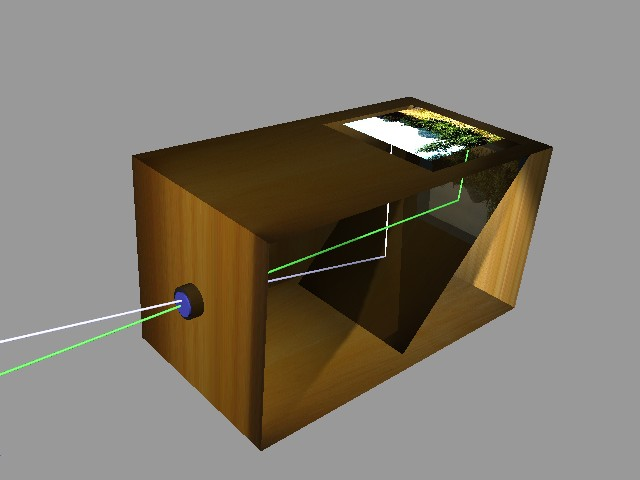
Schema di una camera oscura reflex

Una fotocamera reflex (adattam. del sost. ingl. reflex, propr. «riflesso»), o anche solo reflex, è una qualsiasi fotocamera a pellicola o digitale, dotata di uno specchio interno, come sistema di visione e mira. L’immagine proveniente dall'obiettivo viene riflessa da uno specchio posto all’interno dell’apparecchio stesso, e quindi raccolta su un vetro smerigliato per il controllo dell'inquadratura e della messa a fuoco, visibile direttamente o attraverso un mirino oculare. Alcune reflex tra le più utilizzate, sfruttano la funzione di un pentaprisma o pentaspecchio, prendendo a volte il nome di fotocamere a pentaprisma.

## Tipologia di reflex
Ci sono vari tipi di fotocamere reflex:

### Biottica reflex
Una reflex biottica (in inglese TLR, sigla di Twin-Lens Reflex ) è un tipo di fotocamera dotata di due obiettivi di pari lunghezza focale, uno più luminoso per la messa fuoco e l'altro completo di otturatore e diaframma coassiali per la ripresa fotografica. Entrambi sono connessi al frontale mobile, che avanza o indietreggia in base alla ruota di focalizzazione: ciò che è mostrato dal primo, sul vetro smerigliato del mirino a pozzetto, viene ripreso esattamente sul fotogramma, dal obiettivo di scatto. Molti modelli economici sono a fuoco fisso. La maggior parte dei modelli più complessi, utilizza un otturatore a lamelle con varie velocità da 1/500 di secondo fino alla posa B.
- Reflex a obiettivo singolo o SLR – fotocamera reflex con sistema a singola ottica e specchio mobile.
- Reflex full frame –  fotocamera reflex digitale con sistema a singola ottica e specchio mobile, con sensore di 36 * 24 mm.
- Reflex digitale a obiettivo singolo o DSLR – fotocamera reflex digitale con sistema a singola ottica e specchio mobile.

Originariamente progettate per l'uso con pellicole fotografiche di piccolo o medio formato, le reflex sono ora digitali.

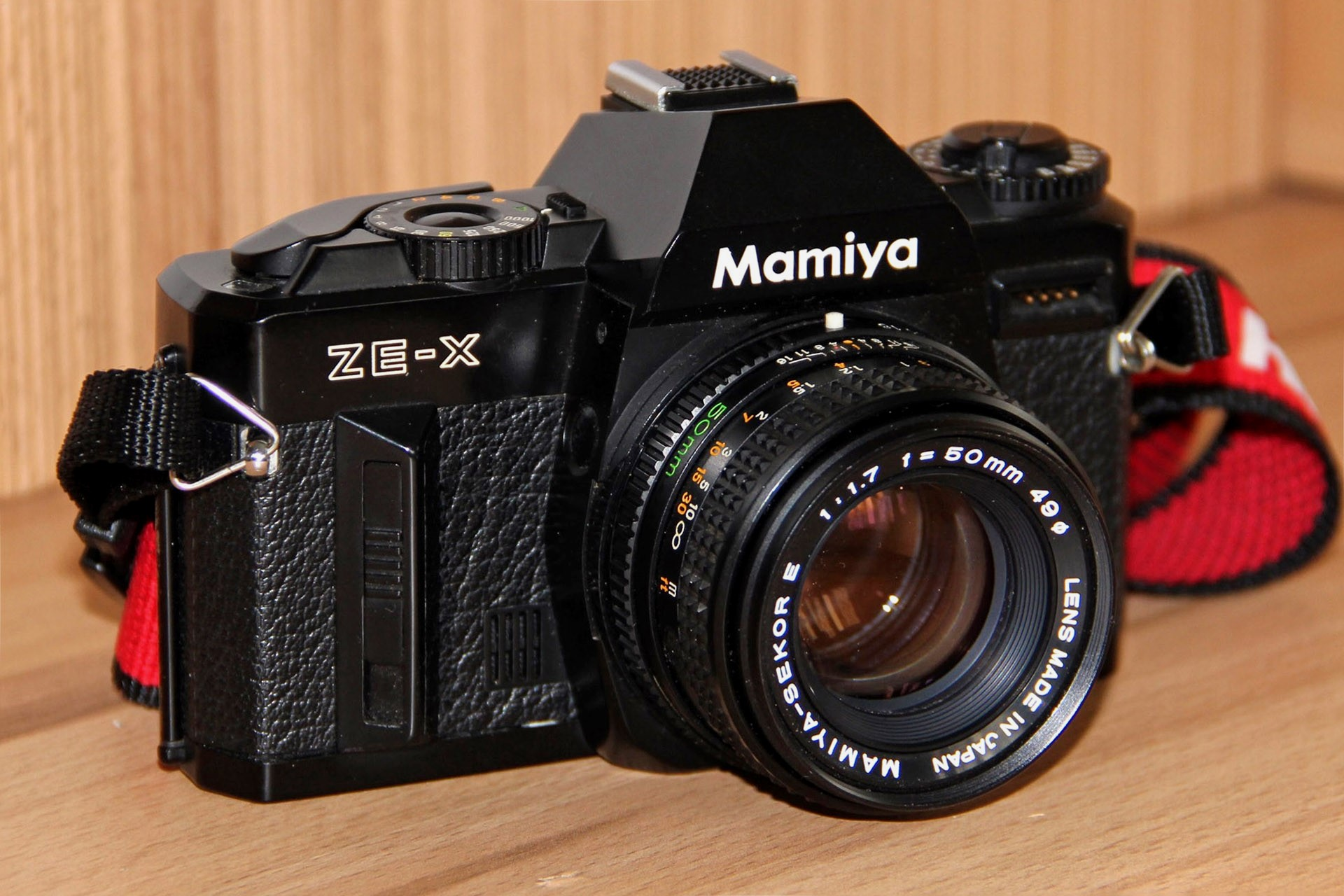
Una Mamiya ZE-X, fotocamera reflex analogica